# Low-Life
Low-Life – trzeci album brytyjskiej grupy New Order, wydany w maju 1985 roku.

## Lista utworów
Wszystkie piosenki napisali Bernard Sumner, Peter Hook, Stephen Morris i Gillian Gilbert.
1. „Love Vigilantes” – 4:16
2. „The Perfect Kiss” – 4:51
3. „This Time of Night” – 4:45
4. „Sunrise” – 6:01
5. „Elegia” – 4:56
6. „Sooner Than You Think” – 5:12
7. „Sub-culture” – 4:58
8. „Face Up” – 5:02

Bonus - wydanie kolekcjonerskie 2008
1. „The Perfect Kiss” (12" version) – 8:49
2. „Sub-culture” (12" version, John Robie remix) – 7:26
3. „Shellshock” – 6:28
4. „Shame of the Nation” (12" version) – 7:55
5. „Elegia” (full version) – 17:28
6. „Let's Go” – 3:43
7. „Salvation Theme” – 2:16
8. „Dub-vulture” (12" version) – 7:56

## Muzycy
- Bernard Sumner – śpiew, gitara, harmonijka ustna, syntezator, perkusja
- Peter Hook – 4 & 6 strunowa gitara basowa, perkusja, chórki w „This Time of Night”
- Stephen Morris – perkusja, syntezator
- Gillian Gilbert – syntezator, gitara